# Onya Opota
Onya Opota est un joueur de volley-ball français né le 3 juin 1977. Il mesure 1,92 m et joue réceptionneur-attaquant.
Après avoir évolué 11 ans en Pro A, il a mis un terme à sa carrière pour se consacrer à son Doctorat de Biologie. En 2008 après une année sabbatique, il reprend sa carrière de volleyeur en signant au club suisse de Lausanne UC.

## Clubs
| Club                 | Pays   | De        | À         |
| -------------------- | ------ | --------- | --------- |
| CNVB                 | France | 1996-1997 | 1996-1997 |
| Spacer's de Toulouse | France | 1997-1998 | 1997-1998 |
| AS Cannes            | France | 1998-1999 | 2003-2004 |
| Nice Volley-Ball     | France | 2004-2005 | 2006-2007 |
| Lausanne UC          | Suisse | 2008-2009 | 2009-2010 |

## Palmarès
- Coupe d'Europe Coupe des Coupes (1)
  - Vainqueur : 1999
- Championnat de France
  - Finaliste : 2004
- Championnat de Suisse de volley-ball masculin ligue A:
  - Finaliste 2009
- Coupe de Suisse (1)
  - Finaliste 2009
  - Vainqueur : 2010

## Particularités
- Onya Opota a entrepris des études de Biologie en parallèle de sa carrière de sportif de haut niveau.
- Il a obtenu un diplôme d'études approfondies (Master) de pharmacologie moléculaire et de biologie cellulaire et moléculaires en juillet 2004.
- Signe particulier pour un sportif ayant évolué en équipe de France, Onya Opota a obtenu le titre de docteur en sciences de l'université de Nice Sophia-Antipolis avec la plus haute distinction.
- Il est le frère aîné de Dieudonné Opota, champion de France 2002 de saut en hauteur